# Einar Uvsløkk
Einar Uvsløkk (* 11. März 1985 in Trondheim) ist ein ehemaliger norwegischer Nordischer Kombinierer.

## Werdegang
Einar Uvsløkk debütierte am 15. März 2003 in Stryn mit einem 40. Platz in einem Gundersen-Wettkampf im B-Weltcup der Nordischen Kombination. In dieser Wettbewerbsserie ging er in den folgenden Jahren regelmäßig an den Start. In der Saison 2006/07 gewann er drei Rennen in Stryn und Kuusamo und vor dem Deutschen Steffen Tepel und seinem Landsmann Mikko Kokslien die Gesamtwertung des B-Weltcups.
Im Jahr 2004 startete er insgesamt vier Mal im Weltcup der Nordischen Kombination. Dort erreichte er jedoch nie die Punkteränge, sein bestes Ergebnis war ein 38. Platz in Trondheim im Dezember 2004.
Uvsløkk nahm an den Nordischen Junioren-Skiweltmeisterschaften 2004 in Stryn und 2005 in Rovaniemi teil. 2004 gewann er gemeinsam mit Kokslien, Jon-Richard Rundsveen und Petter Tande die Goldmedaille im Teamwettbewerb. In den Einzelwettkämpfen war der vierte Platz im Gundersen-Wettbewerb von der Normalschanze ebenfalls 2004 sein bestes Ergebnis.
Seinen letzten internationalen Wettbewerb absolvierte Uvsløkk am 8. März 2009 bei einem Continental Cup in Høydalsmo. Er lebt in seiner Geburtsstadt Trondheim.

## Erfolge

### Nordische Junioren-Skiweltmeisterschaften
- Stryn 2004: 1. Team (K 90/4 × 5 km), 4. Gundersen (K 90/10 km), 10. Sprint (K 90/7,5 km)
- Rovaniemi 2005: 5. Team (HS 100/4 × 5 km), 7. Gundersen (HS 100/10 km), 16. Sprint (HS 100/5 km)

### B-Weltcup-Siege im Einzel
| Nr. | Datum         | Ort     | Disziplin        |
| --- | ------------- | ------- | ---------------- |
| 1.  | 10. März 2007 | Stryn   | Gundersen        |
| 2.  | 17. März 2007 | Kuusamo | Hurricane-Sprint |
| 3.  | 18. März 2007 | Kuusamo | Gundersen        |

### B-Weltcup- und Continental-Cup-Platzierungen
| Saison  | Platz | Punkte |
| ------- | ----- | ------ |
| 2003/04 | 039.  | 104    |
| 2004/05 | 070.  | 020    |
| 2005/06 | 052.  | 063    |
| 2006/07 | 001.  | 665    |
| 2007/08 | 042.  | 062    |
| 2008/09 | 106.  | 006    |